# Forsa folkhögskola
Forsa Folkhögskola är en folkhögskola belägen i Sörforsa i Hudiksvalls kommun, Hälsingland. Skolans huvudman är Region Gävleborg.
Skolan erbjuder följande kurser:
- Allmänna kurser
- Specialkurs Afasi
- Textilestetiska kurser
- Foto- och filmkurser
- Sociala kurser

## Historia
Skolan öppnade 1908 under något osäkra och oordnade former efter att osämja brutit ut mellan flera av medlemmarna i styrelsen. Skolans första rektor Israël Jonzon tvingades ta ett stort ansvar för att hålla ihop verksamheten under de första åren, innan Landstinget Gävleborg gick in som finansiär. Den unge filosofie kandidaten Jonzon skaffade sig ett hemman och ägnade flera år åt att lära sig driva jordbruk, för att sätta sig in i de lokala böndernas sitation. Han satt kvar som rektor till skolavslutningen 1952.